# Carol Ross
Carol Ross est une entraîneuse américaine de basket-ball née à Oakland.

## Biographie
De 1977 à 1981, elle fait les beaux jours des Lady Rebels. Elle est la quatrième joueuse à être ainsi honorée. En 2003, elle devient entraîneuse des Rebels pour un bilan de 77 victoires pour 50 défaites (60,6 % de succès) en quatre ans, dont trois qualifications pour le tournoi final NCAA, dont une accession à l'Elite Eight en 2007 et une apparition au WNIT. En 2004, elle est nommée Entraîneur de l'année de la SEC pour avoir qualifié son équipe pour le tournoi final pour la première fois depuis la saison 1995-96. Avabt cette expérience dans son ancienne université, elle est entraîneuse durant 12 ans pour l'Université de Floride, où elle est l'entraîneuse la plus victorieuse avec  247 victoires pour 121 défaites (67,1 % de succès).
En 2013, elle est intronisée au Hall of Fame des Ole Miss à la fois pour sa carrière de joueuse et d'entraîneuse.
Après trois saisons comme assistante à Atlanta, elle est nommée head coach des Sparks de Los Angeles en Women's National Basketball Association (WNBA) en 2012.
Elle finit sa première saison entraîneur de l'année. Le 20 juillet, les Sparks la relèvent de ses fonctions pour la remplacer par Penny Toler, son bilan sur la saison étant dix victoires pour douze défaites. 

## Distinctions personnelles
- Entraîneur WNBA de l'année 2012
- Hall of Fame des Ole Miss